# Humai Tessera
L'Humai Tessera è una struttura geologica della superficie di Venere.